# Tricyphona alticola
Tricyphona alticola är en tvåvingeart som beskrevs av Gabriel Strobl 1910. Tricyphona alticola ingår i släktet Tricyphona och familjen hårögonharkrankar. Inga underarter finns listade i Catalogue of Life.